# Fujiwara no Atsuyori
Fujiwara no Atsuyori est un nom japonais traditionnel ; le nom de famille (ou le nom d'école) précède donc le prénom (ou le nom d'artiste).
Fujiwara no Atsuyori (藤原敦頼) (1090 - 1182) est un poète et courtisan japonais qui vit à la fin de l'époque de Heian et dont le père est le Jibū-shōfu Fujiwara no Kiyotaka.
On ne connaît presque rien de sa jeunesse, il est nommé Umaryō puis promu Jugoi. En 1172 il se fait moine bouddhiste et prend le nom « Dōin (道因) ».
Entre 1160 et 1181 il participe à plusieurs utaawase (concours de waka). Quelques-uns de ses poèmes sont inclus dans l'anthologie Senzai Wakashū et un fait également partie du Ogura Hyakunin Isshu. Sa collection personnelle de poèmes s'appelle Genson-shū (現存集).